# En vivo sin restricciones!
En vivo sin restricciones è il primo album live del gruppo musicale synth pop argentino Miranda!, pubblicato nel 2005 dalla EMI Music. È il terzo album del gruppo.
La traccia numero due è un mash up della canzone Tu gurú del gruppo insieme a Take on Me, successo degli anni ottanta degli a-ha.

## Tracce
1. Otra Vez
2. Tu gurú + Take on Me
3. Yo te diré
4. Hoy
5. Bailarina
6. Mentira
7. Traición
8. Navidad
9. Quiero
10. El profe
11. Tu juego
12. Don
13. Romix
14. Casualidad